# Тамни звиждак
Тамни звиждак (лат. Phylloscopus fuscatus) је грмуша која се гнезди у источном Палеарктику. 

## Таксономија
Тамног звиждака је формално описао природњак Blyth 1842. године у "Journal of the Asiatic Society of Bengal". Име рода Phylloscopus потиче од старогрчке речи phullon, „лист“, и skopos, „трагач“ (од skopeo, „посматрати“). Специфични епитет fuscatus потиче од латинске речи fuscus, што значи „таман“.

## Опис
Тамни звиждак је сличан величином и обликом обичном звождаку. Одрасла јединка има непрскана смеђа леђа и жућкасти доњи део тела. Има истакнут беличасти суперцилијум, а кљун је танак и шиљат. Полови су идентични, као и код већине грмуша, али младе птице су обојене маслинасто одозго. Као и већина грмуша, инсектојед је, али ће јести и друге ситне ствари, укључујући бобице.

## Распрострањност и станиште
Ова грмуша је јако миграторна и зимује у Јужној и Југоисточној Азији. Понекад се јавља у Северној Америци на Аљасци, а виђала се и у Калифорнији.
Ово је бројна птица тајге и влажних ливада. Гнездо гради ниско у жбуњу и полаже 5-6 јаја. Као и већина грмуша Старог света, ова мала птица певачица је инсектојед.
Тамни звиждак је склон лутању чак до западне Европе у октобру, упркос 3000 км удаљености од места гнежђења. Зимовао је чак и у Великој Британији .

## Оглашавање
Песма тамног звиждака је монотоно звиждукање, а оглашавање је оштро "check". Оглашавање је често први знак да је ова типично прикривена врста присутна, далеко од места за гнежђење.